# Feliciano Gattinara di Gattinara
Feliciano Gattinara di Gattinara, cognome completo Arborio di Gattinara (Vercelli, 17 aprile 1784 – Vercelli, 11 luglio 1854), è stato un militare italiano. Fu senatore del Regno di Sardegna.

## Biografia
Appartenente alla nobile famiglia degli Arborio Gattinara di Vercelli ereditò il titolo di conte dal padre Mercurino. Dedicatosi alla carriera militare partecipò valorosamente alla Guerra di Spagna nel 1811, alle campagne napoleoniche nella sesta coalizione dal 1813 al 1814 e alla prima guerra d'indipendenza dal 1848 al 1849. Poi si ritirò dall'esercito con il grado di colonnello.
Sindaco di Albano Vercellese nel 1830, il 18 dicembre 1849 venne creato senatore del Regno di Sardegna.
Fondò l'Istituto di Belle Arti di Vercelli a cui alla sua morte lasciò il proprio palazzo. Fu Presidente onorario della Società d'Africa per la tratta dei negri nel 1853 e Amministratore dell'Ospedale maggiore di Vercelli.